# Tom Selleck
Tom Selleck   (Detroit, 29 de gener de 1945) és un actor estatunidenc, conegut pel seu paper a la sèrie de televisió Magnum P.I. (1980-1988), que ha estat emesa per TV3 en diverses ocasions.

## Biografia
Selleck és un dels pocs conservadors que ho admet obertament a Hollywood. Membre públic i conegut de l'Associació Nacional del Rifle (NRA), professa la ideologia liberal i està registrat com a independent. Selleck ha fet anuncis per a la NRA, i es diu que pot esdevenir-ne president, seguint les passes del també actor Charlton Heston.
Selleck va estar casat amb l'actriu Jacquelyn Ray (de 1970 a 1982) i adoptà en Kevin, fill d'un matrimoni previ de la Jacquelyn. Després de divorciar-se'n es casà amb l'actriu Jillie Mack el 7 d'agost de 1987, i tenen una filla, Hannah.
Selleck és doctor honoris causa per la Universitat de Pepperdine pel seu caràcter excepcional i per la seva ètica. Pertany a la Junta de l'Institut d'Ètica Michael Josephson i va ser cofundador de la Character Counts Coalition. La revista People el va triar el 1998 com una de les 50 persones més belles del món.

## Filmografia
- Myra Breckinridge (1970)
- The Seven Minutes (1971)
- Daughters of Satan (1972)
- Shadow of Fear (1973)
- Terminal Island (1973)
- Midway (1976)
- The Washington Affair (1977)
- Coma (1978)
- The Gypsy Warriors (1978)
- High Road to China (1983), doblada al català amb el títol La gran ruta cap a la Xina
- Lassiter (1984), doblada al català amb el mateix títol
- Runaway, brigada central (Runaway) (1984)
- Tres solters i un biberó (Three Men and a Baby) (1987)
- La seva coartada (Her Alibi) (1989)
- An Innocent Man (1989)
- Un vaquer sense rumb (Quigley Down Under) (1990)
- Three Men and a Little Lady (1990)
- Folks! (1992)
- Les aventures de Cristòfor Colom (Christopher Columbus: The Discovery) (1992)
- Mr. Baseball (1992)
- The Magic of Flight (1996) (narrador)
- Open Season (1996)
- In & Out (1997), doblada al català amb el mateix títol
- The Love Letter (1999)
- Twelve Mile Road (2003)
- Ike: Countdown to D-Day (2004)
- Stone cold (2005)
- Destí paradís (2006)
- Meet the Robinsons (2007) (veu)
- Canvi de rumb (2007)
- Jesse Stone: Thin Ice (2009)
- Killers (2010)
- Jesse Stone: No Remorse (2010)
- Jesse Stone: Innocents Lost (2011)
- Jesse Stone: Benefit of the Doubt (2012)

## Televisió
- Magnum P.I. (1980-1988)
- Friends (1996)
- The Closer (1998)
- Boston Legal (2006)
- Las Vegas (2007–2008)
- Blue Bloods (2010-2024)